# Sphaeriodesmus
Sphaeriodesmus är ett släkte av mångfotingar. Sphaeriodesmus ingår i familjen Sphaeriodesmidae.

## Dottertaxa tillSphaeriodesmus, i alfabetisk ordning[1]
- Sphaeriodesmus bruesi
- Sphaeriodesmus bukowinus
- Sphaeriodesmus cobanus
- Sphaeriodesmus conformans
- Sphaeriodesmus coriaceus
- Sphaeriodesmus cotzalostoc
- Sphaeriodesmus cruzbelem
- Sphaeriodesmus filamentosus
- Sphaeriodesmus golondrinensis
- Sphaeriodesmus griseus
- Sphaeriodesmus grubbi
- Sphaeriodesmus hondurasanus
- Sphaeriodesmus iglesia
- Sphaeriodesmus isolatus
- Sphaeriodesmus longiramus
- Sphaeriodesmus longitubus
- Sphaeriodesmus medius
- Sphaeriodesmus mexicanus
- Sphaeriodesmus michoacanus
- Sphaeriodesmus neglectus
- Sphaeriodesmus nodulosus
- Sphaeriodesmus nortoni
- Sphaeriodesmus oniscus
- Sphaeriodesmus pinetorum
- Sphaeriodesmus rabonus
- Sphaeriodesmus redondo
- Sphaeriodesmus robertsoni
- Sphaeriodesmus salto
- Sphaeriodesmus sanjose
- Sphaeriodesmus saussurei
- Sphaeriodesmus secundus
- Sphaeriodesmus sprousei
- Sphaeriodesmus tortus
- Sphaeriodesmus trullatus
- Sphaeriodesmus zontehuitz